# Janice Fiamengo
Janice Anne Fiamengo, född 1964 i Vancouver, är en kanadensisk litteraturvetare och professor emerita i engelsk litteratur vid University of Ottawa. Hon har i vidare kretsar blivit känd för sitt ställningstagande emot radikalfeminismens växande inflytande inom den akademiska världen i Kanada, USA och Storbritannien, inom främst humaniora och samhällsvetenskaperna. Hon definierar sig själv som antifeminist.

## Biografi
Fiamengo har på farssidan rötter från Kroatien. Hennes farfars familj invandrade i början av 1900-talet till Kanada från ön Vis.
Efter studier vid University of British Columbia, doktorerade hon 1996 i engelsk litteratur. Därpå innehade hon en tjänst som postdoktor vid Simon Fraser University, varefter hon i fyra års tid arbetade som universitetslärare vid University of Saskatchewan. Från 2003 var hon knuten till University of Ottawa, fram till sin pensionering 2019.
Janice Fiamengo var ursprungligen en feministiskt inriktad akademiker, och hennes dåtida skrivande (inklusive The Woman's Page, 2008) visar hennes intresse för kvinnors roll i den allmänna debatten. Hon vände sig därefter bort från det feministiska tänkandet, som i hennes ögon blivit alltmer ideologiskt färgat och ett hot mot den akademiska yttrandefriheten.
Hon är styrelseledamot vid Society for Academic Freedom and Scholarship. Flera av hennes diskussioner med studenter har publicerats på Youtube, inklusive en lång serie polemiska videoföreläsningar – The Fiamengo File – där hon sätter olika aspekter av radikalfeminismen under kritisk belysning. The Fiamengo File blev slutligen i stort sett avpublicerad från Youtube, efter olika kontroverser. Fiamengo har uttryckt sympati med mansrättsrörelsen, och i Youtube-kanalen The Fiamengo File 2.0 har hon velat presentera feminismens historia från och med det sena 1700-talet. Hon anser att den officiella feministiska historieskrivningen, så som den porträtterats av exempelvis Elizabeth Cady Stanton eller i synen på manlig sexualitet, varit konfrontativ och i många fall rent osann.
I sin bok Sons of Feminism lyfter Fiamengo fram avigsidorna med de "manliga privilegierna" och den påstådda kvinnliga underlägsenheten. I ett annat sammanhang har hon nämnt att det vid hennes tjänsteansökningar till universiteten i Saskatchewan och Ottawa – 1999 respektive 2003 – inte fanns en enda manlig kandidat kvar inför slutgallringen. Sons of Feminism är baserad på 26 olika manliga livsberättelser, utformade som essäer.
Fiamengo har även fungerat som medredaktör för Visible Living, en samling med dikter av hennes faster Marya Fiamengo.

## Privatliv
Janice Fiamengo är gift med låtskrivaren och poeten David Solway. Paret är numera bosatt i New Westminster i British Columbia.